# لئوناردو (نیوجرسی)
لئوناردو (به انگلیسی: Leonardo) یک منطقهٔ مسکونی در ایالات متحده آمریکا است که در میدلتاون، نیوجرسی واقع شده‌است. لئوناردو ۱٫۵۶۲ کیلومتر مربع مساحت و ۲٬۷۵۷ نفر جمعیت دارد و ۵ متر بالاتر از سطح دریا واقع شده‌است.